# Micha Gorelick
Micha Gorelick est une scientifique des données et journaliste américaine. Elle est connue pour son travail sur l'éthique des intelligences artificielles et son ouvrage de référence en programmation, High Performance Python.

## Biographie
Elle étudie l'astrophysique à l'université NYU et l'université de Toronto avant de changer de carrière et de se réorienter dans l'intelligence artificielle et le journalisme. Elle réside en France.

### Carrière
Micha Gorelick commence sa carrière chez Bitly comme data scientist, elle y rencontre une autre data scientist, Hilary Mason. Elles quittent Bitly en 2014 et co-fondent Fast Forward Labs, une startup spécialisée dans la recherche en apprentissage automatique, dont la technologie est basée sur plusieurs de leur brevets. L'entreprise est rachetée par Cloudera en 2017. Gorelick quitte Cloudera et commence à travailler dans le journalisme d'investigation, toujours en tant que scientifique des données, pour The Markup et Organized Crime and Corruption Reporting Project. Elle reçoit en 2022 le prix Gerald Loeb pour son enquête sur le site Amazon.
En 2022, elle co-fonde le laboratoire Digital Witness Lab au sein de l'université de Princeton qu'elle co-dirige avec Surya Mattu. Elle participe à la série Story Killers du projet de Forbiden Stories. Son travail de recherche est utilisé dans l'enquête sur le meurtre de la journaliste indienne Gauri Lenkesh.

### Travaux et publication
En 2020, elle publie High Performance Python Programming (Editions O'Reilly) co-écrit avec Ian Ozsvald.
Elle se positionne sur plusieurs questions éthiques concernant les intelligences artificielles,.
Son travail d'investigation se positionne principalement sur les activités de grandes entreprises digitales, en particulier de Facebook.

## Prix
- Prix Gerald Loeb en 2022 pour son enquête sur les pratiques mensongères d'Amazon concernant leur mise en avant publicitaire[6].
- Prix AHCJ d'Excellence dans le Journalisme dans le domaine de la santé en 2023 pour son enquête sur les données hospitalières collectée par Facebook[12].